# Венцислав Тоцев
Венцислав Ангелов Тоцев е български журналист, телевизионен водещ в предаването Ранни вести по телевизия СКАТ.

## Биография
Венцислав Тоцев е роден на 17 януари 1988 година в град София, България. Завършва 23 СОУ „Фредерик Жолио-Кюри“ в квартал Слатина. Бакалавър по журналистика и масмедии на УНСС. Магистър по политически мениджмънт на СУ „Св. Климент Охридски“
На 17 май 2011 година е сред учредителите на партия НФСБ, като е сред 19 души членове на Националния политически съвет. На местните избори през 2011 година е кандидат за общински съветник в столицата от листата на НФСБ.

### Професионална кариера
Венцислав Тоцев започва като репортер в телевизия СКАТ, а по-късно телевизионен водещ в сутрешния информационен блок на телевизията.
Той е сценарист в съвместния между телевизия СКАТ и ВМРО-БНД филм „Третата национална катастрофа“. Съавтор е заедно със Зденка Тодорова Зденка Тодорова и на документалния филм „Взривената памет“ описващ отношението на сръбските власти към българите от Западните покрайнини.
2007 г. Започва работа в Скат.

### Нападения над него
През декември 2007 година, по време на футболен мач между отборите на ЦСКА и Левски е бит от полицай.
През есента на 2010 година депутатите от партия Атака Волен Сидеров и Десислав Чуколов нападат журналиста пред очите на десетки парламентарни журналисти, както и пред работещите камери на БНТ и TV7.